# Occlusiva dentale sonora
L'occlusiva dentale sonora è una consonante (o più precisamente un contoide) rappresentata con il simbolo [d] nell'alfabeto fonetico internazionale (IPA). Esso non viene ufficialmente distinto dalla occlusiva alveolare sonora e quindi si deve ricorrere a simboli diacritici come [d̪]. 
Nella lingua italiana tale fono è rappresentato dal fonema /d/ scritto con la lettera D.

## In italiano
In italiano tale fono è reso con la grafia ⟨d⟩ e si trova per esempio nella parola "dente" [ˈdɛnte].

## Altre lingue

### Francese
In lingua francese tale fono è reso con la grafia ⟨d⟩:
- dent "dente" [dɑ̃]
- donner "dare" [dɔˈne]

### Spagnolo
In lingua spagnola tale fono è reso con la grafia ⟨d⟩ all'inizio di una frase o preceduta da ⟨l⟩ o ⟨n⟩:
- diente "dente" [ˈdjente]

### Tedesco
In lingua tedesca tale fono è reso con la grafia ⟨d⟩:
- da "là" [da]
- Dach [dax]

### Ceco
In lingua ceca tale fono è reso con la grafia ⟨d⟩:
- do "in" [do]

### Greco
In lingua greca moderna tale fono è rappresentato dalla ⟨τ⟩ (preceduta dalla ⟨ν⟩ e quindi sonorizzata) nell'alfabeto greco:
- έντομο (traslitterato éntomo) "insetto" [ˈendomo]

### Georgiano
In lingua georgiana tale fono è reso ⟨დ⟩ nell'alfabeto georgiano:
- კუდი [ˈkudi]

### Arabo
In lingua araba questo fono è reso con la lettera ⟨ﺩ⟩. Esiste anche la corrispondente faringalizzata, resa con la lettera ⟨ﺽ⟩.